# 自我效能
自我效能（Self-efficacy），或称为个人效能（Personal efficacy），用於衡量个体本身对完成任务和达成目标能力的信念的程度或强度。心理学家从以下几个角度研究自我效能：自我效能发展的不同途径，在不同环境下自我效能的动力和缺少动力的后果，自我效能和自我概念的相互关系以及归因可促进或降低自我效能的习惯。 
自我效能影响人类努力的各个领域。个体通过认定自己的力量可以影响形势的信念，它会强烈影响个体真正面对激烈挑战时的实力发挥及最可能选择。这些影响是特别明显和令人信服的，就像行为影响健康一样。  
Judge 等人在2002年阐述了控制点和神经质的概念，得出了自我效能（这与阿尔波特·班杜拉的自我效能理论是不同的）和自尊是相同的、单因素的概念，并且证明他们是相互关联的。

## 理论解释

### 社会认知理论
心理学家阿尔波特·班杜拉(Albert Bandura)将自我效能定义为人们对自己实现特别领域行动目标所需能力的信念。个体的自我效能在其完成目标、任务和挑战时扮演着主要角色。自我效能理论是班杜拉社会认知理论“强调观察学习和社会经验在人格发展中的作用”的核心。社会认知理论的主要概念是：个人的行为和反应，包括社会行为和认知过程，在几乎所有的情况下都会受其已观察到的其他人行动的影响。自我效能是由外部经验和个人认知发展而来，并对许多事件结果具有影响，它是社会认知论的一个重要方面。
自我效能代表了个人对外部社会因素的认识。根据班杜拉的理论，高自我效能的人，就是那些认为自己能表现出色的人，往往更容易把困难的任务看成是需要掌握的东西，而不是要避开。 

### 社会学习理论
社会学习理论解释的是获得只在或主要从社会团体中发展出的技能。社会学习依赖于个体如何在群体内的动态互动中获得成功或失败，促进个体情感和实践技能的发展，以及对自我和对接受别人的准确认知。 根据这个理论，人们通过观察、模仿和建模相互学习。自我效能反映了个体对自己能够在团队中提供哪种技能的理解。 

### 自我概念理论
自我概念理论试图以人们从外部来源收到的线索的视角，认知和解释自己的存在，并专注于这些感受是如何组织并在整个生命中如何发挥作用。成功和失败与人们如何审视自己以及自己与他人的关系密切相关。 该理论将自我概念定义为有学识的（例如，出生时不具备）；有组织的（应用于自身时）和动态的（例如，千变万化，不限制在某一年龄段）。

### 归因理论
归因理论专注于人们如何认知事件和这些信念如何与自我感知相互作用。 归因理论定义了三大要素： 
- 控制点是感知因素的位置。如果控制点是内在的（意向的），自尊感和自我效能将由成功增强，因失败而降低。
- 稳定性指随着时间推移，因素在性质上是静态的或者是动态的。它与期望和目标密切相关，如果当事人把失败归因于诸如任务难度这样的静态因素时，他们会认为将在未来的任务中失败。
- 可控性是指当事人是否可主动控制因素。任务失败并且当事人认为自己不能控制结果，他会产生羞辱、惭愧感、愤怒 。 [4]

## 如何影响人类的功能

### 选择行为
人们通常会避免自我效能低的任务，而会承担自我效能高的任务。当自我效能显著高于实际能力 ，会导致高估完成任务的能力。反之，当自我效能显著低于实际能力 ，会不利于成长和技能发展。研究表明，最佳水平的自我效能是略高于能力 ，这样，人们最有可能去处理具有挑战性的任务并获得经验。 

### 动力
高自我效能在积极和消极两方面影响着动力。总体来看，较高自我效能的人比那些较低自我效能的人更有可能努力完成任务并且坚持努力的时间更长。自我效能越强或期望越高，越努力积极。然而，那些低自我效能的人有时由于经历激励会对一个不熟悉的课题了解更多，而高自我效能的人可能没有相关准备。  

### 思维模式和反应
自我效能对思维模式和反应具有几个方面的影响：
- 低自我效能导致人们相信任务比实际更难，这往往导致任务規劃水平较差并增加压力。
- 低自我效能的人在任务中变得不稳定和不可预测。
- 高自我效能的人倾向于用更广的视角来分析任务，以确定最佳方案。
- 障碍往往会激发高自我效能的人更大努力，而低自我效的人会倾向于沮丧和放弃。
- 高自我效能的人将失败归因于外在因素，低自我效能的人会归咎于能力弱。 例如，在数学方面高自我效能的人会把测试成绩较差归因于试卷难度比平时大，生产、努力程度不够或准备不充分。而低自我效能的人认为自己缺乏数学能力。见归因理论。

### 健康
选择影响健康 ，比如吸烟、体育锻炼、饮食、安全套使用、牙齿健康、安全带使用和乳房自检都依赖于自我效能。 自我效能是对是否展开健康行为转变，花费多大的努力以及面对困难和失败时坚持多长时间的认知。自我效能影响人们设定健康目标的高度（比如，我打算降低吸烟量或者我打算完全戒烟）。 通过健康实践的一些研究测量自我效能，以评估其开展行为改变的潜在作用。

### 学术生产力
对澳大利亚理科学生的研究表明，自我效能高的学生的学习成绩高于低自我效能者。 自信的人通常掌控自己的学习经验，更愿意参与课堂互动，并喜欢上交学习经验。自卑的人通常回避学术交流。

### 世界观
班杜拉表明自我效能感差异与完全不同的世界观相关。 高自我效能的人往往相信他们在掌控自己的生活，他们用自己的行为和决定来塑造他们的生活。低自我效能的人可能会认为生活脱离他们掌控。 

## 影响因素
班杜拉确定了影响自我效能的四种因素。
- 经验或生成素养

具备的经验是决定个体自我效能最重要的因素。成功的经验提高自我效能，失败的经验降低自我效能。"孩子们不应该被空洞的赞美 和居高临下的表扬所愚弄。他们可能不得不接受人工支持他们的自尊被更好的东西代替，但我唤起的他们自我认同只能从全心全意的和坚持不懈的对真正成绩的认识中获得真正力量，也就是在他们的文化中具有意义的成就。（爱利克·埃里克森）
- 建模或替代性经验

建模被认为是， 如果他们能做，我也能做。当我们看到一些人成功，我们的自我效能也会增强，当我们看到一些人失败，我们的自我效能降低。当我们认为我们与示范者相似时这个过程最为有效。建模不像直接经验那么有作用，建模对于一些对自己特别不确定的人非常有效。
- 社会说服

社会说服通常表现为他人的直接鼓励或劝阻。劝阻在降低个人自我效能方面比鼓励增加自我效能作用更大。
- 生理因素

在紧张的情况下，人们通常表现出痛苦的迹象：抖动，疼痛和痛苦，疲劳，恐惧，恶心等。 个人对这些反应的认知会显著改变自我效能。 个体对这些反应的看法可以显著改变自我效能。 在公开演讲之前心里发慌被低自我效能的人解释为无能的表现，因而进一步的降低了自我效能，而高自我效能的人认为这是正常生理反应，与能力无关。是对生理反应的意义的信念而不是生理反应本身改变了自我效能。

### 遗传与环境决定因素
在挪威的一项双胞胎研究中， 青少年自我效能遗传率估计为百分之75。 剩余的百分之25，是受家庭成员之间没有分享的环境因素。共享的家庭环境对于个体在自我效能方面的差异无关。  

## 行为理论模型
一个用自我效能对越轨行为影响的理论模型，已在学校孩子们身上得到了研究和验证。

### 亲社会性和道德脱离
亲社会行為(如帮助他人、与人分享、对人友善、保持协作)和道德脱離(如为不良行为找借口、避免承担后果并谴责受害者)是负相关的。 学术界，社会和自我调节自我效能鼓励亲社会行为，防止道德脱离。  

### 学习中的过度效能
在某些情况下，较低的自我效能感可能是有益的。 一项研究调查了外语学生的学习信念，学习目标和继续学习语言的动机。得出的结论是，过度的自我效能会对学习动力产生消极影响，并减少了学生自认为“擅长语言”这一因素对其学习的促进作用。

### 健康行为改变
健康行为改变的社会认知模型将自我效能认作为一个预测者、媒介或调节者。作为预测者，自我效能感被期望于促进形成行为意向，促进行动计划发展和开始行动。 作为媒介，自我效能感有助于防止不健康行为复发。 作为调节者，自我效能可支持意图到行动的转换。详见健康行动过程方法。 

## 应用场合

### 学术背景
父母对孩子的学业效能与其孩子的学业成就有关。如果家长有较高的学术能力和对并对孩子寄以厚望，孩子本身也会共同分享他们的理念。这就促进了孩子的学业自我效能，转而又促进了学业成就。 这也会引导出亲社会行为，并减少其对无助、抑郁情感的敏感性。低自我效能与抑郁之间存在关联。  
在一项研究中，在一组学生中，大多数人怀疑自己在课堂上听力有困难。然后，教师们通过让他们意识到怎样利用不同的策略是产生更好的效果来加强他们的听力技能。通过这种方式，当他们继续找出采用什么策略为他们服务时，他们的自我效能水平得到了改善。

### STEM
自我效能理论已应用于职业领域，研究为什麼女性在男性主导一些领域如数学、工程和科学领域比例偏低。 研究发现，自我效能中的性别差异严重影响年轻女性的职业相关行为和职业选择。此外，研究人员报告说，数学自我效能与以往在数学上的成就或对结果的期望相比，更能够预测对数学兴趣大小，是否选择数学相关课程或数学专业。然后， 自我效能已被证明在帮助本科生深入了解他们在主要领域职业发展方面很有用处。

此外，技术自我效能对在校生的计算机编程教学来说是一个重要的因素，具有较高的技术自我效能的学生往往得到更好的学习成果。 技术自我效能的影响甚至被认为是大于性别的影响。 

### 写作
写作研究表明，自我效能与动力和表现结果之间有很强的关联。 
自我效能影响人类努力的各个领域。个体通过认定他或她的力量可以影响形势的信念，它会强烈影响个体真正面对激烈挑战时的实力发挥及最可能选择。这些影响是特别明显和令人信服的，就像行为影响健康一样。  
Judge et al. 在2002年阐述了控制点和神经质的概念，得出了自我效能（这与班杜拉的自我效能理论是不同的）和自尊是相同的、单因素的概念，并且证明他们是相互关联的。

#### 绩效结果
自我效能往往与学生的写作成绩相关。与认知情感领域内其他因素相比，自我效能已被证明对写作成绩有预测性。 为了评估自我效能和写作能力之间的关系，一些研究已经构建了刻度来衡量学生的自我效能。 这些刻度的结果被拿来与写作样本做对比。 研究包括其他变量，比如写作焦虑，年级目标，处理深度和预期的结果。 然而，自我效能是对写作成绩唯一在统计学有意义上预测变量。  

## 子分类
虽然自我效能有时被作为一个整体，当用普通自我效能计量表时，它也可在特定的功能情况下被测量。 
社会学习理论解释的是获得只在或主要从社会团体中发展出的技能。社会学习依赖于个体如何在群体内的动态互动中获得成功或失败，促进个体情感和实践技能的发展，以及对自我和对接受别人的准确认知。 根据这个理论，人们通过观察、模仿和建模相互学习。自我效能反映了个体对他/她能够在团队中提供哪种技能的理解。 

### 社会认知理论
在台湾的国立高雄第一科技大学，研究人员调查了通过网络自我效能（GISE），特定网站自我效能（WSE）和电子服务使用之间的相互关系。  
研究人员得出结论，GISE直接影响消费者的WSE，这反过来又显示出与电子服务使用强烈的相关性。
这些研究结果对未来的消费目标和营销具有重要意义。   
心理学家班杜拉（艾伯特）将自我效能定义为人们对自己实现特别领域行动目标所需能力的信念。个体的自我效能感在其完成目标、任务和挑战时扮演着主要角色。自我效能理论是班杜拉社会认知理论-强调观察学习和社会经验在人格发展中的作用-的核心。社会认知理论的主要概念是，个人的行为和反应，包括社会行为和认知过程，在几乎所有的情况下都会受其已观察到的其他人行动的影响。由于自我效能是由外部经验和个人认知发展而来，并对许多事件结果具有影响，它是社会认知论的一个重要方面。
自我效能代表了个人对外部社会因素的认识。根据班杜拉的理论，高自我效能的人，就是那些认为自己能表现出色的人，往往更容易把困难的任务看成是需要掌握的东西，而不是要避开。 
此外，自我效能与控制点、神经质和自尊一道，被认为是核心自我评价的四个因素。 核心自我评价已被证明可预测工作满意度和工作表现。

### 自我概念理论
社会自我效能已经可以通过多种形式定义和测量。 
根根据史密斯和贝兹的观点，社会自我效能是一个人对她/他有能力从事社会交际任务所需要的开启和维系人际关系的信心。
他们使用自己设计的，称为测量社会自我效能计量表的工具， 测量了社会自我效能，主要是六个领域：（1）交朋友，（2）追求浪漫恋爱，（3）社会自信，（4）在公共场合的表现，（5）团体或政党，和（6）给予或接受帮助。 最近，社会自我效能也被证明在认知（在社交场合知道该做什么的信心 ）和行为（在社交场合表现的信心）上具有可操作性。  .
松岛和Shiomi通过研究个人对私人关系中的社交技巧、相信朋友和被朋友所信任的自信，测量了自我效能。 
研究人员认为，社会自我效能与害羞和社交焦虑密切相关。 
自我概念理论试图以人们从外部来源收到的线索的视角，认知和解释自己的存在，并专注于这些感受是如何组织并在整个生命中如何发挥作用。成功和失败与人们如何审视自己以及自己与他人的关系密切相关。 该理论将自我概念定义为有学识的（例如，出生时不具备）；有组织的（应用于自身时）和动态的（例如，千变万化，不限制在某一年龄段）。

### 归因理论
学业自我效能是指相信自己能够成功地参与并完成该课程的具体学习任务，比如完成课程目标，圆满完成任务，达到及格水平并满足继续学习专业课程的要求。 
  各种实证调查的目的是测量学术自我效能。
其他领域的自我效能包括教师自我效能和技术自我效能。  

## 延伸閱讀
- Information on Self-Efficacy （页面存档备份，存于）; A Community of Scholars.
- The construct of Self-Efficacy; from National Cancer Institute Website.
- Bontis, N., Hardie, T. and Serenko, A. (2008). Self-efficacy and KM course weighting selection: Can students optimize their grades? International Journal of Teaching and Case Studies, 1(3), 189-199.
- Conner, M. & P. Norman (2005) (Eds.), Predicting health behaviour (2nd ed. rev.). Buckingham, England: Open University Press.
- Seifert, Timothy L., Understanding Student Motivation. Memorial University of Newfoundland, St John's, Newfoundland. 2004
- Sue, David, Sue, Derald Wing, & Sue, Stanley. (2006). Understanding Abnormal Behavior (8th ed.). Boston, Massachusetts: Houghton Mifflin Co.